# Nyugati kékperje
A nyugati kékperje (Molinia caerulea) a perjefélék (Poaceae) családjába tartozó növényfaj.

## Leírása

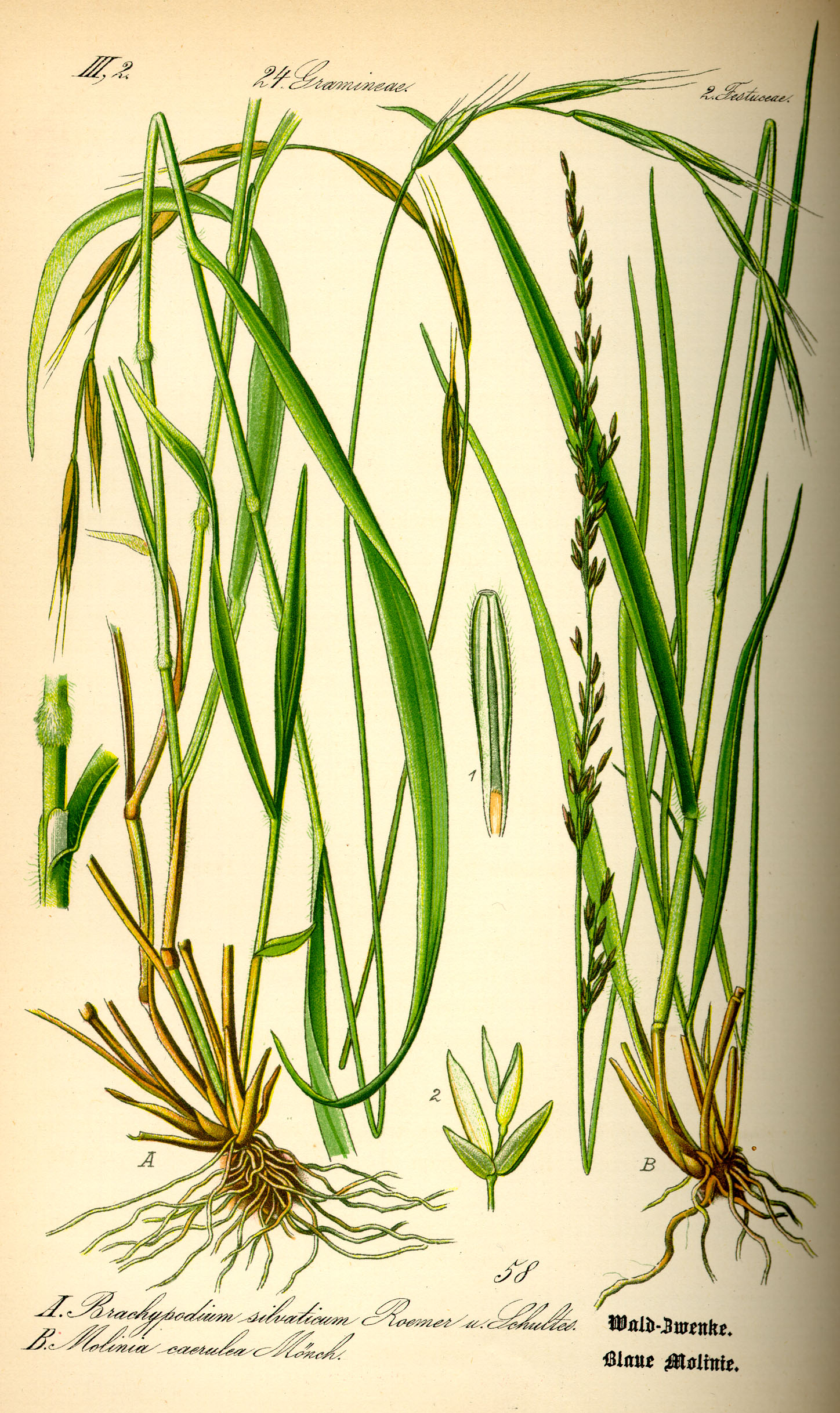

Sűrű, hagymagumószerűen megvastagodott tövű, vaskos, kúszó gyöktörzse van, zsombékszerű telepeket és kiterjedt állományokat képez. Alsó szártagjai igen rövidek, a legfelső szártagja nagyon hosszú, az egész föld feletti szárat alkotja, emiatt szára csomó nélkülinek tűnik. 5–8 mm-es, lapos, merev levéllemezei kékeszöldek, tövükön kissé pillásak, nyelvecske helyett szőrcsomót visel. Júniustól szeptemberig virágzik, vékony, 30 cm-re is megnövő bugája acélkék (néha zöldes), felálló, lazán elágazó, virágzati tengelyhez simuló. Füzérkéje 2-5 virágú, 6–8 mm hosszú, az alsó virágok toklásza 3–4 mm hosszú, végén kerekded, szálka nélküli.

## Élőhely, elterjedés
Az atlanti-circumpoláris, észak-európai kékperjés láprétek uralkodó faja. Magyarországon igen ritka, eddig csak Bátorligetről került elő. Hazánkban több rokon fajával találkozhatunk. A leggyakoribb közülük a magyar kékperje (Molinia hungarica), mely az egész országban elterjedt, néhol tömeges, a kékperjés kiszáradó láprétek jellemző társulásalkotó növénye.